# Бабанлы, Видади Юсиф оглы
Видади Юсиф оглы Бабанлы (азерб. Vidadi Yusif oğlu Babanlı; 5 января 1927, Биринджи Шихлы, Казахский уезд — 16 августа 2025, Баку) — азербайджанский писатель, драматург, поэт, переводчик, Заслуженный деятель искусств Азербайджанской ССР (1986).

## Биография
Родился 5 января 1927 года в селе Биринджи Шихлы Казахского района Азербайджанской ССР (ныне село Муганлы Агстафинского района). Его отец, Юсиф Бабанлы, был учителем истории и директором школы.
В 1944 году поступил на филологический факультет Азербайджанского государственного университета в Баку, который окончил в 1949 году. После окончания университета преподавал в средней школе города Сабирабад, затем работал литературным сотрудником в редакции журнала «Азербайджан муаллими» (азерб. Azərbaycan müəllimi).
Поступил в аспирантуру и учился в Литературном институте имени Максима Горького в Москве, однако из-за проблем со здоровьем был вынужден вернуться в Баку.
С 1954 по 1960 год работал литературным сотрудником, а затем заведующим отделом в газете «Адабият гезети» (азерб. Ədəbiyyat qəzeti). С 1961 по 1968 год — заведующий отделом прозы в журнале «Азербайджан» (азерб. Azərbaycan).
С 1974 по 1976 год — главный редактор отдела дубляжа на киностудии «Азербайджанфильм» имени Дж. Джабарлы. С 1978 по 1981 год — заместитель главного редактора издательства «Язычы» (азерб. Yazıçı).
С 1954 года начал писать прозу, в том числе повести и романы. Его роман «Vicdan susanda» («Когда совесть молчит») впервые опубликован в 1970 году, затем переиздавался в 1976 и 1978 годах. Роман был издан в Азербайджане 9 раз и в России 5 раз, а также переведён на персидский и турецкий языки и опубликован в Иране (Тегеран, 2010) и Турции (Стамбул, 2011).
Среди других произведений: романы «Müqəddəs ocaq» («Священный очаг», 1982), «Ömürlük əzab» («Пожизненные муки», 2005), «Gizlinlərim» («Мои тайны», 2007), «Qəribə eşq» («Странная любовь», 2009), «Bulanıq dünya» («Мутный мир»); повести «Gəlin» («Невеста», 1955), «Ayaz gecələr» («Морозные ночи», 1958), «Həyat bizi sınayır» («Жизнь нас испытывает», 1963), «İnsaf nənə» («Бабушка Инсаф», 1988), «Ana intiqamı» («Месть матери», 1994).
Также написал пьесы: «Ana intiqamı» («Месть матери», 1994; поставлена в 1996 году), «Çürük adam» («Гнилой человек», 2002), «İtirilmiş inam» («Потерянная вера», 2006).
Автор сборников стихов «Hoydu, delilərim, hoydu» («Вперёд, мои герои») и «Kişilik himni» («Гимн мужеству»).
В 1972 году по его сценарию был снят фильм «Həyat bizi sınayır» («Жизнь нас испытывает»).
Занимался переводами произведений известных русских и украинских писателей, таких как Валентин Распутин и другие.

## Награды и признание
- Заслуженный деятель искусств Азербайджанской ССР (1986)
- Орден «Честь» (8 января 2022) — за большие заслуги в развитии азербайджанской литературы[2]
- Персональная пенсия Президента Азербайджанской Республики (11 июня 2002)[3]

## Смерть
Скончался 16 августа 2025 года в возрасте 98 лет. Его вклад в азербайджанскую литературу был высоко оценён как при жизни, так и после смерти.